# Línguas permianas
As línguas permianas ou pérmicas formam um subgrupo da família linguística fino-úgrica. São faladas na região dos Montes Urais, na Rússia.
São:
- Cómi (Komi-Zyrian, Zyrian)
- Cómi-permiano (Komi-permyak)
- Cómi-yazva (Komi-yazva)
- Udmurte (Votyak)